# 安氏刀光魚
安氏刀光魚（学名：Polymetme andriashevi）为輻鰭魚綱巨口鱼目光器鱼科的其中一種。分布於東南太平洋海脊，屬深海魚類，棲息深度545-600公尺，體長可達20.9公分。

## 扩展阅读
維基物種上的相關：安氏刀光魚